# Nuoto ai XIX Giochi asiatici - 100 metri rana maschili
La gara dei 100 metri rana maschili di nuoto ai XIX Giochi asiatici si è svolta il 25 settembre 2023, durante i XIX Giochi asiatici, presso l'Hangzhou Olympic Sports Expo Center.

## Podio
| Pos.    | Atleta         | Nazione       |
| ------- | -------------- | ------------- |
| Oro     | Qin Haiyang    | Cina          |
| Argento | Yan Zibei      | Cina          |
| Bronzo  | Choi Dong-yeol | Corea del Sud |

## Record
Prima della manifestazione il record del mondo (RM), il record asiatico (AS) e il record dei giochi (RC) erano i seguenti.
|  | 56"88 | Adam Peaty      | 21 luglio 2019 Gwangju  |
|  | 57"69 | Qin Haiyang     | 24 luglio 2023 Fukuoka  |
|  | 58"86 | Yasuhiro Koseki | 22 agosto 2018 Giacarta |

Durante la competizione è stato migliorato il seguente record:
|  | 58"35 | Qin Haiyang |
|  | 57"76 | Qin Haiyang |

## Programma
| Data              | Ora (UTC+8) | Turno    |
| ----------------- | ----------- | -------- |
| 25 settembre 2024 | 10:50       | Batterie |
| 25 settembre 2024 | 20:13       | Finale   |

## Risultati

### Batterie
| Pos. | Batteria | Corsia | Atleta                 | Nazionalità         | Tempo   | Note |
| ---- | -------- | ------ | ---------------------- | ------------------- | ------- | ---- |
| 1    | 4        | 4      | Qin Haiyang            | Cina                | 58"35   | Q    |
| 2    | 4        | 5      | Choi Dong-yeol         | Corea del Sud       | 59"90   | Q    |
| 3    | 4        | 2      | Chao Man Hou           | Macao               | 1'01"31 | Q    |
| 4    | 2        | 4      | Ippei Watanabe         | Giappone            | 1'01"48 | Q    |
| 5    | 3        | 4      | Yan Zibei              | Cina                | 1'01"49 | Q    |
| 6    | 3        | 5      | Cho Sung-jae           | Corea del Sud       | 1'01"68 | Q    |
| 7    | 3        | 3      | Maximillian Wei Ang    | Singapore           | 1'01"91 | Q    |
| 8    | 3        | 2      | Likith Selvaraj Prema  | India               | 1'01"98 | Q    |
| 9    | 2        | 5      | Shoma Sato             | Giappone            | 1'02"00 |      |
| 10   | 2        | 3      | Arsen Kozhakhmetov     | Kazakistan          | 1'02"06 |      |
| 11   | 4        | 3      | Phạm Thanh Bảo         | Vietnam             | 1'02"40 |      |
| 12   | 3        | 6      | Benson Wong            | Hong Kong           | 1'02"48 |      |
| 13   | 2        | 6      | Muhammad Dwiky Raharjo | Indonesia           | 1'02"60 |      |
| 14   | 4        | 6      | Adam Chillingworth     | Hong Kong           | 1'02"66 |      |
| 15   | 2        | 2      | Cai Bing-rong          | Taipei cinese       | 1'02"84 |      |
| 16   | 2        | 7      | Hii Puong Wei          | Malaysia            | 1'03"21 |      |
| 17   | 3        | 7      | Thanonchai Janruksa    | Thailandia          | 1'04"41 |      |
| 18   | 3        | 1      | Choi Ngou Fai          | Macao               | 1'04"73 |      |
| 19   | 4        | 7      | Dulyawat Kaewsriyong   | Thailandia          | 1'04"86 |      |
| 20   | 4        | 1      | Behruz Akhamov         | Uzbekistan          | 1'06"28 |      |
| 21   | 3        | 8      | Sugar Ganzorigt        | Mongolia            | 1'08"16 |      |
| 22   | 2        | 1      | Omar Al-Hammadi        | Emirati Arabi Uniti | 1'09"36 |      |
| 23   | 1        | 5      | Tsevegsuren Gunbileg   | Mongolia            | 1'10"99 |      |
| 24   | 2        | 8      | Fahim Anwari           | Afghanistan         | 1'11"13 |      |
| 25   | 4        | 8      | Hamza Shalan           | Qatar               | 1'11"23 |      |
| 26   | 1        | 4      | Mubal Azzam Ibrahim    | Maldive             | 1'14"73 |      |
| 27   | 1        | 3      | Muhammad Hamza Anwar   | Pakistan            | 1'20"11 |      |
| 28   | 1        | 6      | Ahmed Neeq Niyaz       | Maldive             | 1'21"20 |      |

### Finale
| Pos. | Corsia | Atleta                | Nazionalità   | Tempo   | Note |
| ---- | ------ | --------------------- | ------------- | ------- | ---- |
|      | 4      | Qin Haiyang           | Cina          | 57"76   |      |
|      | 2      | Yan Zibei             | Cina          | 59"09   |      |
|      | 5      | Choi Dong-yeol        | Corea del Sud | 59"28   |      |
| 4    | 7      | Cho Sung-jae          | Corea del Sud | 1'00"88 |      |
| 5    | 6      | Ippei Watanabe        | Giappone      | 1'01"36 |      |
| 6    | 3      | Chao Man Hou          | Macao         | 1'01"53 |      |
| 7    | 8      | Likith Selvaraj Prema | India         | 1'01"62 |      |
| 8    | 1      | Maximillian Wei Ang   | Singapore     | 1'02"22 |      |